# Barrois non mouvant
Pour les articles homonymes, voir Barrois (homonymie).
Ne doit pas être confondu avec Barrois mouvant.
Le Barrois non mouvant, également appelé le Barrois ducal, est la partie du Barrois qui n'était pas dans la mouvance du royaume de France. Son chef-lieu était Saint-Mihiel.
À partir de 1301, cette partie du duché de Bar située sur la rive droite de la Meuse reste sous suzeraineté de l'empereur du Saint-Empire Germanique, dont le duc de Bar est par conséquent le vassal, tandis que la partie située sur la rive gauche, dite Barrois mouvant, passe sous la suzeraineté du roi de France. Le Barrois non mouvant relève par conséquent du parlement de Nancy, tandis que le reste du duché relève de celui de Paris. Cette situation se poursuit après l'intégration du duché de Lorraine dans le royaume de France, et ce jusqu'à la Révolution française.

## Historique
Le 3 juin 1301, Henri de Bar contracte avec le roi de France un traité par lequel il consent à lui rendre hommage pour le comté de Bar, sa châtellenie, et tout ce qu'il tient en franc-alleu par deçà la Meuse. De ce traité vint la distinction établie entre le Barrois mouvant et le Barrois non mouvant.

## Composition
Au XVIIe siècle, le Barrois non mouvant comprend entre autres : le bailliage de Saint-Mihiel, le bailliage du Bassigny non mouvant, le marquisat de Pont-à-Mousson et le comté de Clermont.
Après l'édit de juin 1751, il comprend huit bailliages : Bourmont, Briey, Étain, Longuyon, Pont-à-Mousson (en partie), Saint-Mihiel, Thiaucourt et Villiers-la-Montagne.